# Алексанин, Дмитрий Сергеевич
Дмитрий Сергеевич Алексанин (род. 18 декабря 1991) — казахстанский фехтовальщик (шпага), мастер спорта международного класса, чемпион и призёр Азиатских игр. Участник летних Олимпийских игр 2012 года.

## Биография
Дмитрий Сергеевич Алексанин живёт в Алма-Ате, фехтованием занимается с 2002 года, тренируется у заслуженного тренера РК Валерия Димова — старшего тренера сборной Казахстана по фехтованию на шпагах среди мужчин.
На этапе Кубка мира в Париже занял третье место и завоевал лицензию на лондонскую Олимпиаду 2012 года.
На играх в соревнованиях шпажистов провёл единственную схватку, в которой проиграл со счетом 12:15 венесуэльцу Сильвио Фернандесу.
В 2018 году Дмитрий на чемпионате мира дошёл до стадии 1/4 финала, где проиграл будущему чемпиону соревнований французу Яннику Борелю, а затем на Азиатских играх стал чемпионом в личном первенстве, победив в финальном поединке олимпийского чемпиона из Республики Кореи Пак Сан Ёна.
Брат Дмитрия — Сергей (род. 1990) также член сборной Казахстана.
Окончил спортивную школу-интернат, поступил в Казахскую академию спорта и туризма.